# 向加泰罗尼亚致敬
《向加泰罗尼亚致敬》（英語：Homage to Catalonia）是乔治·奥威尔关于他在西班牙内战期间（1936年12月至1937年6月），为共和派军队马克思主义统一工人党民兵战斗的个人经历和观察。这场战争是他政治观的决定性事件之一，他在1946年写道：“自一九三六年以来，我所写的每一行严肃作品，都是直接或间接反对极权主义，支持我所理解的民主社会主义”。
这本书的第一版于1938年在英国出版，但是直到1952年2月才在美国出版，当时莱昂内尔·特里林为其写了一篇有影响力的序言。奥威尔生前出版的唯一译本是意大利语。

## 总览
| 国民军于1936年7月最初占领区域 国民军于1936年7月-1936年9月间新占区域 国民军于1936年9月-1937年10月间新占区域 国民军于1937年10月-1938年11月间新占区域 国民军于1938年11月-1939年2月间新占区域 共和军最后的控制区域 主要國民軍中心 主要共和派中心 | 陆地战斗 海军战斗 轰炸城市 集中营 屠杀 难民营 |

西班牙内战地图（1936–39）
国民军于1936年7月最初占领区域
国民军于1936年7月-1936年9月间新占区域
国民军于1936年9月-1937年10月间新占区域
国民军于1937年10月-1938年11月间新占区域
国民军于1938年11月-1939年2月间新占区域
共和军最后的控制区域
主要國民軍中心
主要共和派中心
陆地战斗
海军战斗
轰炸城市
集中营
屠杀
难民营

奥威尔从1936年12月到1937年6月在一个主要活跃在加泰罗尼亚及阿拉贡的左翼政党（马克思主义统一工人党，一个反斯大林主义共产党）的民兵组织中服役，军衔开始为下士，其后在共和派的非正式的军事组织结构转变为传统的等级制后军衔提升为中尉。1937年6月，他所服务的左派政党的民兵被其他共和派党派宣布为非法组织，奥威尔因此被迫逃亡。
西班牙内战爆发后，奥威尔于1936年12月26号抵达巴塞罗那，并告知当时位于西班牙的英国独立工党的政客约翰·麦克奈尔他“已经准备好在西班牙加入民兵对抗法西斯”了。奥威尔还告知麦克奈尔“他希望能将西班牙的情况写出来，激发英国和法国工人阶级的意见”，于是麦克奈尔带他去了马统工党的兵营，在那里他很快就被马统工党选中成为民兵。但奥威尔不知道在他到达西班牙的两个月前，潜藏在当地的苏联内务人民委员部成员亚历山大·奥尔洛夫已向上级做出了保证“托派党马统工党将在内战中很快的被肃清”——被奥威尔的盟友，其他反对弗朗西斯科·佛朗哥的共产党所肃清。
奥威尔自己也承认，他加入马统工党而非规模大得多的第三国际所组织的国际纵队多少有些偶然。在当时奥威尔曾被告知，如果没有英国左翼组织的一些证明文件，他将不会被允许进入西班牙，于是他首先寻求大不列颠共产党的帮助，并将自己的要求直接向其领导人哈里·波立特提出。但波立特“似乎立即对奥威尔产生了厌恶......并很快得出结论说，奥威尔在政治上是不可靠的”。奥威尔随后又打电话给独立工党总部，后者的官员同意帮助他，该党愿意认可奥威尔为他所熟读的《新领袖》报的通讯员，从而为他提供了合法前往西班牙的途径。独立工党还给了他一封给他们在巴塞罗那代表的介绍信，而巴塞罗那的代表倾向马统工党派。奥威尔的这段经历，最终让他和他的妻子艾琳·奥肖内西在1937年6月巴塞罗那的大清洗中死里逃生，还极大的增加了他对马统工党的同情，虽未有影响他对社会主义的忠诚，但仍让他在此后的人生中成为了一名反斯大林主义者。
奥威尔先在阿拉贡前线服役了115天。1937年4月底，他获准休假，并得以在巴塞罗那再次见到他的妻子艾琳。艾琳在5月1日写道她发现他，“有点狼狈，（皮肤晒得有些）黑褐色，但精神看起来很好”。此时他仍相信，如果他加入国际纵队并与他们一起在马德里前线作战，他将有机会参与更多的战斗；但他仍对面对共和军内各派系之间的争斗愤愤不平。而这一切“在5月的第一周发生了巨大的变化，因为奥威尔发现自己和战友们在政府努力控制电话局之后的战斗中，不是受到国民军敌人的攻击，而是受到他们左翼盟友的攻击”。西班牙政府试图直接接管无政府主义者控制的革命加泰罗尼亚的巴塞罗那。当时政府决定占领电话大楼，并解除工人的武装；无政府工团主义组织全國勞工聯盟在当时坚决抵抗政府的行为，随后发生了街头内斗，奥威尔也被卷了进去。内斗在四天后被全国劳工联盟的领导人叫停。当时，已有大量的政府增援部队自瓦倫西亞赶到。